# Acacia pringlei
Acacia pringlei är en ärtväxtart som beskrevs av Joseph Nelson Rose. Acacia pringlei ingår i släktet akacior, och familjen ärtväxter.

## Underarter
Arten delas in i följande underarter:
- A. p. californica
- A. p. pringlei